# Blüthner

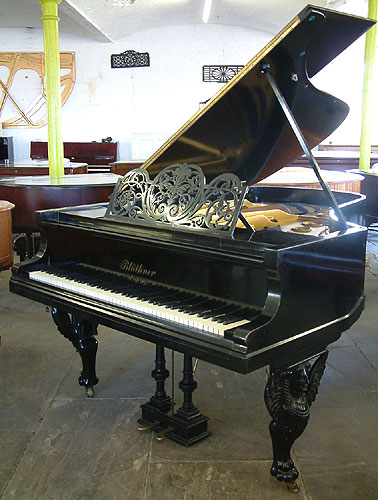
Un piano Blüthner 8G.

Blüthner est un facteur de pianos allemand, dont la maison a été fondée en 1853 à Leipzig par Julius Blüthner (1824-1910).

## Historique
En 1873, Julius Blüthner dépose le brevet du système Aliquot, qui consiste en l'adjonction d'une quatrième corde aux groupes de trois habituelles des aigus. Cette corde n'est pas frappée et vibre en sympathie, signature harmonique des grands pianos Blüthner.
Avant la Première Guerre mondiale, la firme Blüthner fabriquait plus de 3 000 pianos par an.
Un de ses pianos a été embarqué à bord du dirigeable LZ 129 Hindenburg. D'une conception spéciale, en aluminium, il ne pesait que 162 kg.